# Hötjärnen (Rätans socken, Jämtland)
Hötjärnen är en sjö i Bergs kommun i Jämtland och ingår i Ljungans huvudavrinningsområde. Sjön har en area på 0,116 kvadratkilometer och ligger 348,8 meter över havet.

## Delavrinningsområde
Hötjärnen ingår i det delavrinningsområde (692764-143738) som SMHI kallar för Utloppet av Norstjärnen. Medelhöjden är 427 meter över havet och ytan är 20,96 kvadratkilometer. Det finns inga avrinningsområden uppströms utan avrinningsområdet är högsta punkten. Kvarnbäcken som avvattnar avrinningsområdet har biflödesordning 2, vilket innebär att vattnet flödar genom totalt 2 vattendrag innan det når havet efter 195 kilometer. Avrinningsområdet består mestadels av skog (76 procent) och sankmarker (13 procent). Avrinningsområdet har 0,52 kvadratkilometer vattenytor vilket ger det en sjöprocent på 2,5 procent. Bebyggelsen i området täcker en yta av 0,31 kvadratkilometer eller 1 procent av avrinningsområdet.